# وقت الموت الحراري
وقت الموت الحراري(Therma(l death time هو المدة التي يستغرقها قتل بكتيريا معينة عند درجة حرارة معينة. طورت هذه الفكرة في الأصل لتعليب الأغذية و اُستخدمت بعدها في مستحضرات التجميل و إنتاج الأعلاف الخالية من السالمونيلا للحيوانات (مثل الدواجن) والأدوية كذلك .

## التاريخ
في 1895، اتصل ويليام ليمان أندروود من شركة أندروود كانينج ، وهي شركة أغذية تأسست عام 1822 في بوسطن، ماساتشوستس ، ثم انتقلت لاحقًا إلى واترتاون، ماساتشوستس ، بويليام تومسون سيدجويك ، رئيس قسم الأحياء في معهد ماساتشوستس للتكنولوجيا ، بشأن الخسائر التي تكبدتها شركته بسبب العلب المنتفخة والمتفجرة على الرغم من أحدث تكنولوجيا التعليب المتاحة. أعطى سيدجويك مساعده، صامويل كيت بريسكوت ، مهمة مفصلة حول ما يجب القيام به. الذي عمل مع أندروود على المشكلة كل يوم بعد الظهر من أواخر عام 1895 إلى أواخر عام 1896، مركز ين على المحار المعلب. حيث اكتشفوا أولاً أن الأخير يحتوي على جراثيم بكتيرية مقاومة للحرارة قادرة على البقاء على قيد الحياة أثناء المعالجة؛ ثانيا، أن وجود هذه الجراثيم يعتمد على البيئة المعيشية للمحار؛ وأخيراً ادركوا أن هذه الجراثيم سوف تموت إذا تمت معالجتها عند 250 درجة فهرنهايت (121 درجة مئوية) لمدة عشر دقائق في وعاء معوج.
وقد دفعت هذه الدراسات إلى إجراء أبحاث مماثلة على جراد البحر المعلب، و السردين ، و البازلاء ، و الطماطم ، والذرة ، والسبانخ . نُشر عمل بريسكوت وأندروود لأول مرة في أواخر عام 1896، و ظهرت أوراق أخرى حول الموضوع من عام 1897 إلى عام 1926. هذا البحث، على الرغم من أهميته لنمو تكنولوجيا الأغذية ، لم يتم تسجيله كبراءة اختراع مطلقًا. مما ساعد في تمهيد الطريق لأبحاث حول وقت الموت الحراري التي بدأها بيجلو و سي أولين بول من عام 1921 إلى عام 1936 في جمعية المعلبات الوطنية (NCA).
ركزت أبحاث بيجلو و بال على وقت الموت الحراري لبكتيريا كلوستريديوم البوتولينوم ( C. botulinum ) والذي تم تحديده في أوائل عشرينيات القرن العشرين. واستمر البحث مع دراسات عبوات التعليب الملقحة التي نشرتها الوكالة الوطنية لمكافحة الآفات في عام 1968.

## الصيغ الرياضية
يمكن تحديد وقت الوفاة الحرارية بإحدى طريقتين: 1) باستخدام الرسوم البيانية أو 2) باستخدام الصيغ الرياضية.

### الرسوم البيانية
يتم التعبير عن ذلك عادة بالدقائق عند درجة حرارة 250 °ف (121 °م) . تم تعيين هذا على أنه F 0 . و كل تغيير بمقدار 18 درجة فهرنهايت أو 10 درجات مئوية يؤدي إلى تغيير في الوقت بعامل 10. لايظهر ذلك إما على النحو التالي: F 10 121 = 10 دقائق (درجة مئوية) أو F 18 250 = 10 دقائق (درجة فهرنهايت).
تعتبر النسبة المميتة ( L ) أيضًا تأثيرًا معقمًا عند دقيقة واحدة عند درجات حرارة أخرى مع ( T ).
{\displaystyle L=10^{(T-T_{\mathrm {Ref} })/z}}
حيث T Ref هي درجة الحرارة المرجعية، و عادة ما تكون 250 °ف (121 °م) ؛ z هي قيمة z ، و T هي أبطأ نقطة تسخين لدرجة حرارة المنتج.

### طريقة الصيغة
قبل ظهور أجهزة الكمبيوتر، كان يتم رسم هذه البيانات على ورق شبه لوغاريتمي، مع إمكانية القيام بذلك أيضًا على برامج جداول البيانات . ليتم عرض الوقت على المحور السيني بينما
عرض درجة الحرارة على المحور الصادي . يمكن لمنحنى التسخين البسيط هذا أيضًا تحديد عامل التأخر ( j ) والميل ( fh ) . ويقوم أيضًا بقياس درجة حرارة المنتج وليس درجة حرارة العلبة.
{\displaystyle j={jI \over I}}
حيث I = RT (درجة حرارة الاسترداد) − IT (درجة الحرارة الأولية) حيث j ثابت لمنتج معين.
ويتم تحديده أيضًا في المعادلة الموضحة أدناه:
{\displaystyle \log g=\log jI-{B_{B} \over f_{h}}}
حيث g هو عدد الدرجات تحت درجة حرارة التقطير على منحنى احترار بسيط في نهاية فترة الاحترار، و B B هو الوقت بالدقائق من بداية العملية إلى نهاية فترة التسخين، و f h هو الوقت بالدقائق المطلوب للجزء المستقيم من منحنى التسخين المرسوم بشكل شبه لوغاريتمي على الورق أو جدول بيانات الكمبيوتر للمرور عبر دورة لوغاريتمية.
يتم أيضًا استخدام منحنى التسخين المكسور في هذه الطريقة عند التعامل مع منتجات مختلفة في نفس العملية مثل حساء الدجاج بالمعكرونة في التعامل مع اللحوم والمعكرونة ذات أوقات الطهي المختلفة على سبيل المثال. إنها أكثر تعقيدًا من منحنى التسخين البسيط للمعالجة.

## التطبيقات
في صناعة الأغذية، من المهم تقليل عدد الميكروبات في المنتجات لضمان سلامة الغذاء . ويتم ذلك عادة عن طريق المعالجة الحرارية وإيجاد طرق لتقليل عدد البكتيريا في المنتج. من أجل ذلك، يتم تحديد قياسات الوقت و درجة الحرارة لتقليل البكتيريا من خلال قيمة D، والتي تعني المدة التي يستغرقها تقليل أعداد البكتيريا بنسبة 90% أو واحد لوغاريتم 10 عند درجة حرارة معينة. نقطة مرجع القيمة D (D R ) هذه هي 250 °ف (121 °م) .
يتم استخدام z أو قيمة z لتحديد قيم الوقت باستخدام قيم D مختلفة عند درجات حرارة مختلفة كما المعادلة الموضحة أدناه:
{\displaystyle z={\frac {T_{2}-T_{1}}{\log D_{1}-\log D_{2}}}}
حيث T هي درجة الحرارة بوحدة °F أو °C.
تتأثر قيمة D هذه بدرجة الحموضة الخاصة بالمنتج، حيث أن هذه الأخيرة عندما تكون منخفضة فلها قيم D أسرع في الأطعمة المختلفة. يمكن حساب قيمة D عند درجة حرارة غير معروفة 

الهدف من التخفيض في التعليب هو تقليل كمية بكتيريا البوتولينوم بمقدار 12- D ، مما يعني أن وقت المعالجة يقلل من كمية هذه البكتيريا بعامل 10 12 . مدة D R لـلبوتولينوم هي 0.21 دقيقة (12.6 ثانية). و سيستغرق التخفيض في 12 يومًا 2.52 دقيقة (151 ثانية).
يتم تدريس هذا في دورات جامعية في علوم الأغذية وعلم الأحياء الدقيقة و يمكن تطبيقه على تصنيع مستحضرات التجميل والأدوية أيضا.
في عام 2001، قام مركز التصنيع الغذائي المتكامل بالكمبيوتر ومصنع التجارب التابع لجامعة بيردو بوضع تركيبة بول على الإنترنت للاستخدام.